# Cablevision (Canada)
Cablevision est une compagnie québécoise, fournisseur de services Internet et de télévision par câble au Canada. L'entreprise est principalement active dans la région de l'Abitibi-Témiscamingue, bien qu'elle desserve d'autres régions du Québec.
Les bureaux de Cablevision sont situés à Val-d'Or, Québec.  La compagnie était à l'origine une Compagnie privée et en 2001 acquise par Télébec, qui elle-même était une division de Bell Canada. Elle appartient maintenant à 100 % à BCE Inc depuis 2001. 

## Secteurs desservis

### Québec
- Angliers
- Béarn
- Beaudry
- Beaux-Rivages
- Bois-Franc
- Bravo Telecom
- Chute-Saint-Philippe
- Duparquet
- Dupuy
- Entrelacs
- Fabre
- Ferme-Neuve
- Grand-Remous
- Kiamika
- Kipawa
- La Sarre
- La Tuque
- Lac-des-Écorces
- Saint-Aimé-du-Lac-des-Îles
- Lac-du-Cerf
- Lac-David
- Lac Malartic
- Lac-Saint-Paul
- Laverlochère
- Lorrainville
- Lytton
- Macamic
- Malartic
- Massueville
- Montcerf-Lytton
- Mont-Laurier
- Mont-Saint-Michel
- Normétal
- Notre-Dame-de-Pontmain
- Notre-Dame-du-Laus
- Notre-Dame-du-Nord
- Palmarolle
- Preissac
- Rivière-Héva
- Rouyn-Noranda
- Saint-Aimé
- Sainte-Anne-du-Lac
- Saint-Bruno-de-Guigues
- Saint-Eugène-de-Guigues
- Sainte-Germaine-Boulé
- Sainte-Hélène-de-Bagot
- Sainte-Hélène-de-Mancebourg
- Saint-Jude
- Saint-Louis-de-Richelieu
- Saint-Michel-des-Saints
- Saint-Zénon
- Témiscaming
- Taschereau
- Val-Barrette
- Val-d'Or
- Ville-Marie

### Ontario
- Larder Lake
- McGarry
- Thorne